# Iván Duque Márquez
Iván Duque Márquez (Bogotà, 1 d'agost de 1976) és un advocat i polític colombià, president de Colòmbia des del 7 d'agost de 2018 per al període 2018-2022. Va exercir com a senador de la República de Colòmbia des del 20 de juliol de 2014 fins al 10 d'abril de 2018. Va treballar com a representant de Colòmbia davant el Banc Interamericà de Desenvolupament.
L'11 de març de 2018, Duque va resultar vencedor davant Marta Lucía Ramírez i Alejandro Ordóñez en la Gran consulta per Colòmbia, sent triat com el candidat de la dreta a les Eleccions presidencials colombianes de 2018. Aquest mateix dia es va anunciar que Ramírez seria la fórmula vicepresidencial de Duque. El 27 de maig de 2018 va guanyar la primera volta presidencial amb el 39,14 % dels vots, que corresponen a 7.569.693 vots. El 17 de juny de 2018 va vèncer en la segona volta presidencial amb el 54 % dels vots, que corresponen a 10.373.080 vots contra 8.034.189 del seu rival Gustavo Petro, la votació més alta en la història d'una segona tornada presidencial a Colòmbia.
Amb l'accés al govern de Duque en 2018, voler modificar els acords de pau, revifant el conflicte entre el govern de Colombia, la guerrilla de l'Exèrcit d'Alliberament Nacional (ELN) i els grups dissidents de les Forces Armades Revolucionàries de Colòmbia (FARC), Grupos Armados Organizados Residuales (GAOR), Exèrcit Popular d'Alliberament (EPL) i els Grupos Armados Organizados (GAO).